# Hermannia vestita
Hermannia vestita är en malvaväxtart som beskrevs av Carl Peter Thunberg. Hermannia vestita ingår i släktet Hermannia och familjen malvaväxter. Inga underarter finns listade i Catalogue of Life.